# NGC 4023
NGC 4023 is een spiraalvormig sterrenstelsel in het sterrenbeeld Hoofdhaar. Het en werd op 26 april 1878 ontdekt door de Deens-Ierse astronoom Johan Dreyer.

## Synoniemen
- UGC 6977
- MCG 4-28-113
- ZWG 127.127
- PGC 37732